# Лече ней Марси
Лѐче ней Ма̀рси (на италиански: Lecce nei Marsi) е село и община в Южна Италия, провинция Акуила, регион Абруцо. Разположено е на 740 m надморска височина. Населението на общината е 1762 души (към 2010 г.).